# Microsoft Office Specialist
MOS (Microsoft Office Specialist) è una certificazione riconosciuta in tutto il mondo che attesta le capacità nell'uso degli applicativi di Microsoft Office.
Il programma è gestito a livello mondiale da Certiport.

## Tipi di Certificazione
Il programma Microsoft Office Specialist offre 3 livelli di Certificazione: Master, Expert e Specialist

### Master
Il livello Master è il più alto tra i disponibili e si ottiene superando complessivamente 4 esami, 2 Expert e 2 Specialist. Con questo livello si ottiene la Certificazione Microsoft Office Specialist "MASTER".
Gli esami Expert sono: Word 2003 Expert e Excel 2003 Expert.
Gli esami Specialist sono: Powerpoint 2003, Access 2003 e Outlook 2003

### Expert
Il livello Expert è intermedio tra Master e Specialist. A differenza del livello Master, per ottenere questa certificazione è necessario sostenere almeno uno dei due esami Expert tra Word 2003 Expert e Excel 2003 Expert. Con il superamento di un esame, si ottiene la Certificazione Microsoft Office Specialist "EXPERT" in quell'applicazione.

### Specialist
Sono certificazioni di primo livello indirizzate a tutti coloro che intendono verificare le proprie conoscenze sugli aspetti fondamentali delle applicazioni, risolvere problemi concreti, portare a termine lavori articolati.
Per conseguire la certificazione è necessario aver superato almeno un esame Specialist tra: Word 2003, Excel 2003, Powerpoint 2003, Access 2003 e Outlook 2003.
Si può conseguire una distinta certificazione per ogni applicativo.

## Programmi degli Esami

### Microsoft Office Word 2003 Expert
- Creare stili personalizzati per testo, tabelle ed elenchi
- Controllare la paginazione
- Formattare, posizionare e ridimensionare elementi grafici utilizzando funzioni di layout avanzate
- Inserire e modificare oggetti
- Creare e modificare diagrammi e grafici utilizzando dati provenienti da altre fonti
- Ordinare il contenuto in elenchi e tabelle
- Eseguire calcoli in tabelle
- Modificare formati di tabelle
- Riepilogare il contenuto di documenti utilizzando strumenti automatici
- Utilizzare strumenti automatici per spostarsi tra documenti
- Unire lettere con altre fonti di dati
- Unire etichette con altre fonti di dati
- Strutturare documenti utilizzando XML
- Creare e modificare moduli
- Creare e modificare lo sfondo di documenti
- Creare e modificare tabelle e indici di documenti
- Inserire e modificare note di chiusura, note a piè di pagina, didascalie e riferimenti incrociati
- Creare e gestire documenti master e secondari
- Modificare opzioni di revisione
- Pubblicare e modificare documenti Web
- Gestire versioni di documenti
- Proteggere e limitare l'accesso a moduli e documenti
- Allegare firme digitali a documenti
- Personalizzare proprietà di documenti
- Creare, modificare ed eseguire macro
- Personalizzare menu e barre degli strumenti
- Modificare impostazioni predefinite di Word

### Microsoft Office Excel 2003 Expert
- Utilizzare subtotali
- Definire e applicare filtri avanzati
- Raggruppare e strutturare dati
- Utilizzare la convalida dei dati
- Creare e modificare intervalli di elenchi
- Aggiungere, mostrare, chiudere, modificare, unire e riepilogare scenari
- Eseguire analisi di dati utilizzando strumenti automatici
- Creare report di tabelle pivot o grafici pivot
- Utilizzare funzioni di ricerca e riferimento
- Utilizzare funzioni di database
- Analizzare precedenze, dipendenze ed errori di formule
- Individuare formule e dati non validi
- Controllare e valutare formule
- Definire, modificare e utilizzare intervalli denominati
- Strutturare cartelle di lavoro utilizzando XML
- Creare e modificare formati di dati personalizzati
- Utilizzare la formattazione condizionale
- Formattare e ridimensionare elementi grafici
- Formattare grafici e diagrammi
- Proteggere celle e fogli e cartelle di lavoro
- Applicare impostazioni di protezione a cartelle di lavoro
- Condividere cartelle di lavoro
- Unire cartelle di lavoro
- Verificare, accettare e rifiutare modifiche di cartelle di lavoro
- Importare dati in Excel
- Esportare dati da Excel
- Pubblicare e modificare fogli e cartelle di lavoro sul Web
- Creare e modificare modelli
- Consolidare dati
- Definire e modificare proprietà di cartelle di lavoro
- Personalizzare barre degli strumenti e menu
- Creare, modificare ed eseguire macro
- Modificare impostazioni predefinite di Excel

### Microsoft Office Word 2003
- Inserire e modificare testo, simboli e caratteri speciali
- Inserire testo predefinito e utilizzato frequentemente
- Spostarsi in un punto specifico del contenuto
- Inserire, posizionare e dimensionare elementi grafici
- Creare e modificare diagrammi e grafici
- Individuare, selezionare e inserire informazioni di supporto
- Inserire e modificare tabelle
- Creare elenchi puntati e numerati e strutture
- Inserire e modificare collegamenti ipertestuali
- Formattare testo
- Formattare paragrafi
- Applicare e formattare colonne
- Inserire e modificare contenuto in intestazioni e piè di pagina
- Modificare l'impostazione di pagina e il layout di documenti
- Fare circolare documenti per essere revisionati
- Confrontare e unire documenti
- Inserire, visualizzare e modificare commenti
- Verificare, accettare e rifiutare modifiche proposte
- Creare nuovi documenti utilizzando modelli
- Esaminare e modificare proprietà di documenti
- Organizzare documenti utilizzando cartelle di file
- Salvare documenti in formati appropriati per usi diversi
- Stampare documenti, buste ed etichette
- Visualizzare in anteprima documenti e pagine Web
- Modificare e organizzare finestre e visualizzazioni di documenti

### Microsoft Office Excel 2003
- Immettere e modificare il contenuto di celle
- Spostarsi all'interno di celle specifiche
- Individuare, selezionare e inserire informazioni di supporto
- Inserire, posizionare e dimensionare elementi grafici
- Filtrare elenchi tramite la funzione di filtro automatico
- Ordinare elenchi
- Inserire e modificare formule
- Utilizzare funzioni statistiche, di data e ora, finanziarie e logiche
- Creare, modificare e posizionare diagrammi e grafici in base ai dati di fogli di lavoro
- Applicare e modificare formati di celle
- Applicare e modificare stili di celle
- Modificare formati di righe e colonne
- Formattare fogli di lavoro
- Inserire, visualizzare e modificare commenti
- Creare nuove cartelle di lavoro da modelli
- Inserire, eliminare e spostare celle
- Creare e modificare collegamenti ipertestuali
- Organizzare fogli di lavoro
- Visualizzare dati in anteprima in altre visualizzazioni
- Personalizzare il layout di finestre
- Impostare pagine per la stampa
- Stampare dati
- Organizzare cartelle di lavoro utilizzando cartelle di file
- Salvare dati in formati appropriati per usi diversi

### Microsoft Office PowerPoint 2003
- Creare nuove presentazioni da modelli
- Inserire e modificare contenuto basato su testo
- Inserire tabelle, grafici e diagrammi
- Inserire immagini, forme ed elementi grafici
- Inserire oggetti
- Formattare contenuto basato su testo
- Formattare immagini, forme ed elementi grafici
- Formattare diapositive
- Applicare combinazioni di animazioni
- Applicare transizioni di diapositive
- Personalizzare modelli di diapositive
- Utilizzare schemi
- Verificare, accettare e rifiutare modifiche in una presentazione
- Aggiungere, modificare ed eliminare commenti in una presentazione
- Confrontare e unire presentazioni
- Organizzare una presentazione
- Impostare presentazioni per la visualizzazione
- Provare gli intervalli
- Mostrare presentazioni
- Preparare presentazioni per la distribuzione remota
- Salvare e pubblicare presentazioni
- Stampare diapositive, strutture, stampati e note del relatore
- Esportare una presentazione in un altro programma di Microsoft Office

### Microsoft Office Outlook 2003
- Inviare e rispondere a messaggi di posta elettronica
- Allegare file ad elementi
- Creare e modificare una firma personale per i messaggi
- Modificare opzioni di recapito e impostazioni dei messaggi di posta elettronica
- Creare e modificare contatti
- Accettare, rifiutare o delegare attività
- Creare e modificare appuntamenti, riunioni ed eventi
- Aggiornare, annullare e rispondere a convocazioni di riunione
- Personalizzare impostazioni di calendario
- Creare, modificare e assegnare attività
- Creare e modificare liste di distribuzione
- Collegare contatti ad altri elementi
- Creare e modificare note
- Organizzare elementi
- Organizzare elementi utilizzando cartelle
- Cercare elementi
- Salvare elementi in formati di file diversi
- Assegnare elementi a categorie
- Visualizzare in anteprima e stampare elementi

### Microsoft Office Access 2003
- Creare database Access
- Creare e modificare tabelle
- Definire e modificare tipi di campo
- Modificare proprietà di campi
- Creare e modificare relazioni uno-a-molti
- Applicare l'integrità referenziale
- Creare e modificare query
- Creare maschere
- Aggiungere e modificare proprietà e controlli di maschere
- Creare report
- Aggiungere e modificare proprietà e controlli di report
- Creare una pagina di accesso ai dati
- Immettere, modificare ed eliminare record
- Trovare record e passare da un record all'altro
- Importare dati in Access
- Creare e modificare campi calcolati e funzioni aggregate
- Modificare il layout di maschere
- Modificare l'impostazione di pagina e il layout di report
- Definire il formato di fogli dati
- Ordinare record
- Filtrare record
- Identificare dipendenze di oggetti
- Visualizzare oggetti e dati di oggetti in altre visualizzazioni
- Stampare dati e oggetti di database
- Esportare dati da Access
- Eseguire backup di database
- Compattare e ripristinare database